# Pomona Park
Pomona Park är en kommun (town) i Putnam County i Florida. Vid 2010 års folkräkning hade Pomona Park 912 invånare.